# Acanthogorgia irregularis
Acanthogorgia irregularis is een zachte koraalsoort uit de familie Acanthogorgiidae. De koraalsoort komt uit het geslacht Acanthogorgia. Acanthogorgia irregularis werd in 1908 voor het eerst wetenschappelijk beschreven door Kükenthal & Gorzawsky. 